# Leopold Hoffer
Leopold Hoffer (Pest, 1842 – Londra, 28 agosto 1913) è stato uno scacchista e giornalista inglese di origine ungherese.
Si trasferì in giovane età in Svizzera e dal 1867 visse per tre anni a Parigi, dove vinse match contro Rosenthal e de Rivière. Emigrò poi in Inghilterra stabilendosi a Londra, dove visse per il resto della sua vita. 
Nel 1879 fondò assieme a Zukertort la rivista The Chess Monthly, della quale fu editore con Zukertort fino al 1889, poi da solo fino al 1896, quando cessò le pubblicazioni perché non più in grado di reggere la concorrenza del British Chess Magazine (fondato nel 1881).
Fu redattore per oltre 30 anni, dal 1880 fino alla morte, della rubrica scacchistica della rivista The Field.
Scrisse il libro The Championship match: Lasker vs. Tarrasch (Michell & Hollings, Londra 1908) sul match per il titolo mondiale tra Lasker e Tarrasch.